# Broj 1 singlovi 2010. (Španjolska)
Popis broj 1 singlova u 2010. godini u Španjolskoj prema PROMUSICAE-u.

## Popis
| Datum        | Izvođač                         | Skladba          |
| ------------ | ------------------------------- | ---------------- |
| 3. siječnja  | Manuel Carrasco & Malú          | "Que Nadie"      |
| 10. siječnja | Manuel Carrasco & Malú          | "Que Nadie"      |
| 17. siječnja | Lady GaGa                       | "Bad Romance"    |
| 24. siječnja | Lady GaGa                       | "Bad Romance"    |
| 31. siječnja | Lady GaGa                       | "Bad Romance"    |
| 7. veljače   | Lady GaGa                       | "Bad Romance"    |
| 14. veljače  | David Bisbal                    | "Mi Princesa"    |
| 21. veljače  | Estopa ft. Rosario Flores       | "El Run Run"     |
| 28. veljače  | David DeMaría ft. Pastora Soler | "Andalucía Hymn" |
| 7. ožujka    | Estopa ft. Rosario Flores       | "El Run Run"     |
| 14. ožujka   | Estopa ft. Rosario Flores       | "El Run Run"     |
| 21. ožujka   | Estopa ft. Rosario Flores       | "El Run Run"     |
| 28. ožujka   | Estopa ft. Rosario Flores       | "El Run Run"     |